# Alaoui-dynastie

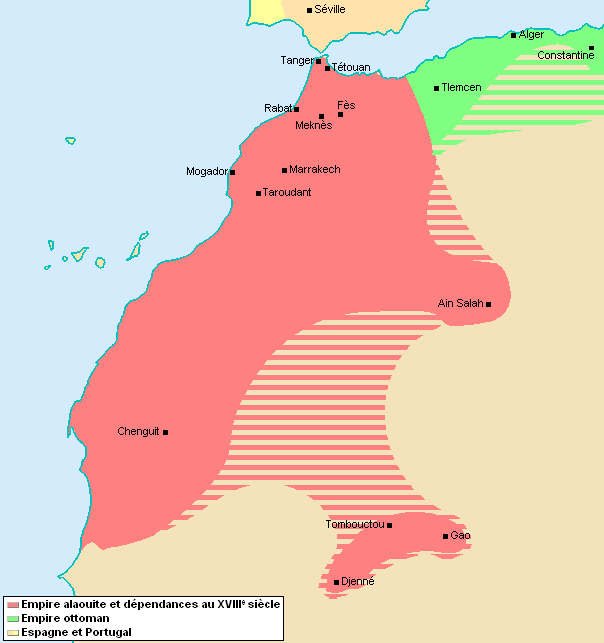
Marokko onder de Alaouiten

De Alaoui-dynastie (Arabisch: العلويون, al-ʿAlawiyūn, soms ook wel Alaouieten, Alawieten, Filalis  of Filaliërs, Arabisch: الفيلاليون, al-Fīlāliyūn) is een dynastie die sinds 1666 over Marokko regeert. De Alaouieten moeten niet verward worden met de Syrische alawieten en de Turkse alevieten, beide sjiitische stromingen.

## Geschiedenis
De familie heeft haar oorsprong in de Tafilalt oase (vandaar de naam Filali) in het zuidoosten van Marokko. Vanaf 1250 kwamen Arabische bedoeïenenstammen van de Banu Hilal vanuit de Algerijnse Sahara het oosten van het land in, waar zij zich vestigden rondom de oude stad Sijilmasa en haar omgeving. Ten tijde van hun komst was het rijk van de Almohaden in verval, deze waren sinds enkele jaren een oorlog aan het voeren tegen een nieuwe Marokkaanse macht, de Meriniden. De Banu Maqil stammen als onderdeel van de Banu Hilal lukte het om in de 14e eeuw de trans-Saharaanse handel te domineren en op die manier als roofridders de handelaren van Sijilmasa te ruïneren, wat als gevolg had dat de inwoners van Sijilmasa uiteindelijk hun stad verlieten en het in verval raakte. Op dit moment verlieten de stammen hun nomadische bestaan en vestigden zij zich in zogenaamde ksur of igherman, ten noorden van de vervallen stad. In een korte tijd lukte het deze Arabieren vervolgens om een groot aantal inheemse stammen in het zuiden van Marokko te onderwerpen.
Ondertussen vond ten tijde van de Meriniden een ontwikkeling plaats die van grote invloed zou zijn op de Marokkaanse geschiedenis. Om het land ferm in handen te houden, bevorderden de Meriniden heersers van Fes sharifisme en maraboetisme. Over het hele land werd de profetische afkomst van bepaalde Arabische families officieel erkend, waarna deze werden gefinancierd en door de sultans gebruikt als religieuze rechtvaardiging van hun heerschappij. Onder deze omstandigheden kwam in de 16e eeuw de Arabische Saadidynastie van de Beni Hassan aan de macht, die de Berberse Wattasiden in 1550 beslissend konden verslaan. Deze Saadis waren van sharifaanse komaf, afkomstig uit het zuiden van het land. In deze periode kwam in Tafilalt een andere Arabische sharifaanse familie op, de Alaouieten, die daar werden erkend als spirituele leiders.
Aan het begin van de 17e eeuw werd de Saadi-dynastie geteisterd door een interne machtsstrijd, waarna het land verviel in een aantal kleine staatjes. De Alaouieten maakten hier gebruik van door in een korte tijd grote delen van Oost-Marokko te bezetten, om vervolgens Marrakesh en het zuiden te bezetten. Kort daarvoor hadden Berberse maraboets van de Zaouia van Dila in 1640 Fes en het hele noordelijke deel van Marokko bezet. Deze situatie bleef bestaan tot 1666, toen de Alaouieten Fes en Meknes konden innemen, en Dila zelf met de grond gelijk maakten. Niets stond hun meer in de weg om heel Marokko te onderwerpen: onder leiding van Moulay al-Rashid (1660-1672) werd het westen en noorden onderworpen. Zijn opvolger, sultan Moulay Ismail, richtte zich eerst op het bestrijden van zijn vijanden in Marrakesh en het Sous-gebied. Het leger van de Alaouieten, bestaande uit Hilali Arabieren uit Zuid-Marokko en West-Algerije, werd vervolgens versterkt door 150.000 zwart-Afrikaanse slaafsoldaten. Met dit grote leger kon hij de Sous pacificeren en de inheemse Berbers van het Atlasgebergte en die van de Moulouya rivier in bedwang houden. In de jaren 1680 begon hij een agressieve strijd tegen de Spanjaarden en Portugezen, die een aantal kustplaatsen bezetten: hij kon zo Arzila, Larache, en in 1684, Tanger veroveren. Ondanks een blokkade van 17 jaar lukte het hem niet om Ceuta in te nemen. Ook was hij niet succesvol in het terugdringen van de Turkse Ottomanen, zij bleven in het bezit van gebieden in Oost-Marokko.
Na de dood van  Moulay Ismail, volgde een periode van interne conflicten, waarbij de verschillende zoons van de sultan elkaar om het koningschap bevochten. In deze periode werd de ware macht in het land uitgeoefend door de zwarte slaafsoldaten van Moulay Ismail. In deze chaotische situatie lukte het een van zijn zoons, Moulay Abd Allah, om acht keer aan de macht te komen (en te worden afgezet). De (opnieuw) afgezette sultan vond een thuis bij de Berbers van Tanger, waar hij begon met het opzetten van de gouverneur van Tanger tegen de zwarte soldaten. De racistische oorlogen die daaruit voortkwamen hadden als gevolg dat de macht van de slaafsoldaten werd gebroken. Deze conflicten hadden ook als resultaat een versplinterd en door stammen gedomineerd Marokko.
Alaouitische staten
| Vlag | Wapen | Naam               | Hoofdstad                         | Regeringsvorm | Begin | Einde | Opmerking                                                                                      |
| ---- | ----- | ------------------ | --------------------------------- | ------------- | ----- | ----- | ---------------------------------------------------------------------------------------------- |
|      |       | Sultanaat Marokko  | Fes                               | Sultanaat     | 1665  | 1912  |                                                                                                |
|      |       | Frans-Marokko      | Fes (1912-1925) Rabat (1925-1956) | Protectoraat  | 1912  | 1956  |                                                                                                |
|      |       | Koninkrijk Marokko | Rabat                             | Koninkrijk    | 1956  | Heden | Vanaf 1957, één jaar na de onafhankelijkheid veranderde Marokko van sultanaat naar koninkrijk. |

## Heersers
De belangrijkste sultans waren: 
- Moulay Rashid
- Moulay Ismail
- Moulay Hassan I en II
- Moulay Mohammed I, II, III, IV, V en VI
- Moulay Abdallah

(Moulay betekent ruwweg prins in het Arabisch, mannelijk lid van de dynastie, vrouwelijke heten Lalla, dame in het Arabisch.)
Na 1999 kwam Mohammed VI aan de macht. Deze toen nog jonge koning heeft veel voor de bevordering van de democratie gedaan, in tegenstelling tot zijn vader Hassan II die de macht naar zich trok in 1961 om het land na een tijd van Franse en Spaanse inmenging tot een modern Arabisch Marokko te hervormen waarin het niet-Arabische tribaal Berberse element als ongewenst zoveel mogelijk werd bestreden. Na 1990 heeft Hassan II een democratiseringsproces in gang gezet, dat later door zijn zoon werd overgenomen.